# XHEWA-FM
Los 40 SLP, cuyos indicativos son XHEWA-FM y XEWA-AM, es una emisora de radio de música juvenil que emite desde San Luis Potosí, San Luis Potosí en las frecuencias de 103.9 MHz de la banda de frecuencia modulada y 540 kHz de la banda de amplitud modulada con 25 y 150 kW de potencia, respectivamente.

## Historia
Inicia transmisiones en la década de 1950 como repetidora de XEW 900 AM de la Ciudad de México.
Las siglas de la XEW-AM no fueron escogidas al azar, se decidió que llevara la letra "W" con el fin de que en otras partes del mundo la radiodifusora fuera identificada como estadounidense donde este rubro industrial ya tenía gran prestigio y las estaciones más importantes tenían siglas que iniciaban con la “W”. Le siguen sus primeras repetidoras: XEWA-AM 540 kHz; en San Luis Potosí, San Luis Potosí y Monterrey, Nuevo León; XEWB-AM 900 kHz, en Veracruz, Veracruz; XEWK-AM 1190 kHz, en Guadalajara, Jalisco; entre otras.
Para 1953 ya era una de las emisoras más potentes de todo México, operando con 15 kW de potencia en ese entonces. A mediados de los años 70 aumenta su potencia para transmitir con 150 kW con los que opera hasta la fecha.

### Super Estelar WA
El 16 de marzo de 1988 en sustitución de XEW San Luis Potosí inicia transmisiones el formato La Súper Estelar WA, con 150 mil watts de potencia transmitida desde Monterrey vía satélite a San Luis Potosí y de ahí para toda la República Mexicana. Una estación con estilo propio por la música, la locución, su potencial y el sello de Rogelio García Rangel. Fue con este formato con el cual tuvo fuerza el movimiento grupero y a través del que se dieron a conocer diversas agrupaciones y artistas. 
La estación tuvo un festival en 1989 conocido como "La Primera Audición del Siglo de la Super Estelar WA". En este evento se logró reunir a poco más de 40,000 personas en el Estadio Plan de San Luis y fue el inicio de los conciertos Viva La Radio de Grupo Multimedios Estrellas de Oro. El éxito de la estación se vio reflejada en la llegada de miles de cartas tanto de la República Mexicana como de otros lugares.
Posteriormente, en 1993, XEWA-AM se convierte en Ke Buena transmitiendo a San Luis Potosí a nivel local y también a nivel nacional siendo la estación más potente de Grupo Radiópolis en México con 150 kW de potencia, esto debido a que el formato Super Estelar se mudó a XHSNP-FM 93.7 MHz (actualmente 97.7 MHz) con el nombre de Super Estelar 94, operada por Multimedios Estrellas de Oro, división radio (actualmente Multimedios Radio)

### XEWA Monterrey
Empieza sus transmisiones en 1990, al poco tiempo de haber iniciado el concepto Super Estelar WA, desde la ciudad de Monterrey se emitía la programación para XEWA de San Luis Potosí. Después de esta etapa siempre se mantuvo como repetidora de la señal de S.L.P. hasta el año 2009 cuando se convirtió en una estación local con locutores y programación propia para Nuevo León de la cadena W Radio.
En mayo de 2012, siendo parte del Grupo MASS Comunicaciones, deja de pertenecer a la cadena W Radio y adopta el formato Dominio Radio transmitiendo en Monterrey junto a la frecuencia XHMSN-FM 96.5 MHz, Fue a fines de este año cuando se reincorpora de nuevo a la cadena W Radio y Dominio Radio se mantiene sólo en XHMSN-FM. Actualmente opera con 1,500 watts día y noche desde Guadalupe, Nuevo León.

### Cadena Azul y Plata / W Radio / Los 40 Principales
A fines de los años noventa retorna a la Cadena Azul y Plata como repetidora de XEW 900 AM de la Ciudad de México. En el año 2003 su administración pasa a manos de Radiorama. 
A mediados del año 2008 pasa a ser manejada por el grupo radiofónico local Grupo MG Radio que al poco tiempo manejaría otros conceptos de Televisa Radio en sus frecuencias hermanas.
Dentro de sus noticieros locales se contaba con la presencia de la periodista Consuelo Cázares que emitía tres emisiones en Noticiario W de lunes a viernes. Durante el manejo de MG Radio fueron Lorena Morales, Sergio Marín y posteriormente Lilly del Moral en el espacio Hoy por Hoy San Luis. En los dos últimos meses como W Radio fueron Juan Carlos Ortiz y Daniel Ortiz quienes estuvieron a cargo de los noticieros locales en Radiorama Noticias. 
En julio de 2011 inicia transmisiones en el 103.9 FM, dando primeras señales de vida y teniendo como programación de prueba a la estación Ke Buena. En mayo de 2012 deja de ser operada por Grupo MG Radio para pasar a ser controlada nuevamente por Radiorama San Luis Potosí.
Iniciando el lunes 2 de julio de 2012, W Radio salió del aire cambiando a Los 40 Principales, un concepto de música juvenil de Televisa Radio que anteriormente había estado en XHOB-FM 96.1 MHz (actualmente Factor 96.1). W Radio cambia su programación a XHEI-FM 93.1 MHz y XEEI-AM 1070 kHz, que al poco tiempo se convertiría en Romántica, que también transmite algunos programas de W Radio hasta el 2016 ya que en el siguiente año se confirma una coalición entre Televisa Radio y GlobalMedia Radio para la incorporación de la 103.9 FM en el grupo al igual de la 100.1 FM que pasaba a WFM y la 105.7 FM que pasaba a ser Ke Buena.
Actualmente la emisora tiene una programación que combina emisiones locales con las transmitidas en la estación base de la cadena Los 40 México XEX-FM 101.7 MHz.

## Formatos de la emisora
Estos son los nombres de algunos de los formatos con los que se ha conocido a la estación XEWA-AM 540 kHz:
- XEW, con el lema: "La Voz de la América Latina desde México" (1950-1988)
- Super Estelar WA, con el lema: "De este a oeste, de norte a sur" (1988-1993)
- Ke Buena WA, con el lema: "¡Aquí suena!, La radio oficial de Selena Quintanilla" (1993-1999)
- Cadena W Azul y Plata (1999-2000)
- La XEW, con el lema: con lo mejor de México (2000-2001).
- W Radio, con el lema: "Diferente por Completo", "Escucha lo que pasa", "Amplia tu Radio" (2002-2012)
- Los 40 Principales, con el lema "Toda la Actitud" (2012-2016)
- Los 40 con el lema "Music Inspires Life", "¡Todos los éxitos!" (2016-presente)

Estos son los nombres de algunos de los formatos con los que se ha conocido a la estación XHEWA-FM 103.9 MHz:
- W Radio, con el lema: "Diferente por Completo", "Escucha lo que pasa", "Amplia tu Radio" (2002-2012)
- Los 40 Principales, con el lema "Toda la Actitud" (2012-2016)
- Los 40 con el lema "Music Inspires Life", "¡Todos los éxitos!" (2016-presente)